# Maryna Bech-Romantschuk
Maryna Oleksandriwna Bech-Romantschuk, geb. Bech (ukrainisch Марина Олександрівна Бех-Романчук, englische Transkription Maryna Oleksandrivna Bekh-Romanchuk; * 18. Juli 1995 in Morosiw, Oblast Chmelnyzkyj) ist eine ukrainische Leichtathletin, die auf den Weitsprung spezialisiert ist, aber auch im Dreisprung an den Start geht. In beiden Disziplinen holte sie in Freiluft wie in der Halle Gold auf europäischer Ebene, bei Weltmeisterschaften Silber. 
Am 19. August 2025 wurde sie vom Weltverband, rückwirkend zum 15. Mai 2025, für vier Jahre gesperrt. Ihr wurde die Einnahme von Testosteron nachgewiesen. 

## Sportliche Laufbahn
2011 nahm Maryna Bech an den Jugendweltmeisterschaften nahe Lille teil und belegte dort mit 6,05 m im Finale den fünften Platz. Anschließend gewann sie mit 6,25 m die Goldmedaille beim Europäischen Olympischen Jugendfestival (EYOF) in Trabzon. 2012 erfolgte ihre Teilnahme an den Juniorenweltmeisterschaften in Barcelona, bei denen sie mit 6,35 m den achten Platz belegte. 2013 gewann sie die Bronzemedaille bei den Junioreneuropameisterschaften in Rieti. Sie nahm auch an den Weltmeisterschaften in Moskau teil, schied dort aber bereits in der Qualifikation aus. Bei den Juniorenweltmeisterschaften im darauffolgenden Jahr belegte sie im Finale Platz neun. 2015 schied sie bei den Halleneuropameisterschaften in Prag mit 6,27 m in der Qualifikation aus und belegte bei den U23-Europameisterschaften in Tallinn mit 6,50 m den sechsten Platz.
2016 belegte sie bei den Europameisterschaften in Amsterdam im Finale den zwölften Platz mit 6,29 m. Bei den Olympischen Spielen in Rio de Janeiro konnte sie sich für das Finale qualifizieren. Dort gelang ihr aber kein gültiger Versuch und sie wurde somit Letzte. 2017 belegte sie bei den Halleneuropameisterschaften in Belgrad mit 6,59 m den siebten Platz. Bei den U23-Europameisterschaften im polnischen Bydgoszcz war sie nach der Papierform klare Favoritin, konnte aber die gesamte Saison hinweg nicht an die vorige anknüpfen. Dennoch konnte sie sich den Wettkampf über steigern und gewann mit 6,48 m die Bronzemedaille. Bei den Weltmeisterschaften in London im August schied sie mit 6,36 m in der Qualifikation aus. Im Jahr darauf belegte sie bei den Hallenweltmeisterschaften in Birmingham mit 6,37 m den zehnten Platz. Im August gewann sie bei den Europameisterschaften in Berlin mit 6,73 m die Silbermedaille hinter der Deutschen Malaika Mihambo. Bei den Halleneuropameisterschaften 2019 in Glasgow gewann sie mit 6,84 m die Bronzemedaille hinter der Serbin Ivana Španović und der Weißrussin Nastassja Mirontschyk-Iwanowa. Anschließend siegte sie bei den Europaspielen in Minsk mit 6,79 m und auch bei der Sommer-Universiade in Neapel mit 6,84 m. Damit qualifizierte sie sich auch für die Weltmeisterschaften in Doha im Oktober, bei denen sie mit einer Weite von 6,92 m im Finale hinter der Deutschen Malaika Mihambo die Silbermedaille gewann. 2020 kam sie bei all ihren Hallenwettkämpfen über 6,90 m und blieb damit ungeschlagen. Ende August siegte sie beim Bauhaus-Galan mit 6,85 m und beim ISTAF Berlin mit einer Weite von 6,87 m, ehe sie beim Diamond League Meeting in Doha mit 6,91 m ebenfalls siegte. 2021 siegte sie bei den Halleneuropameisterschaften in Toruń mit ihrem letzten Sprung im Wettkampf auf 6,92 m und stellte damit eine Weltjahresbestleistung in der Halle auf. Anfang Juni wurde sie bei der Golden Gala Pietro Mennea mit 6,79 m Dritte und auch beim Bauhaus-Galan gelangte sie mit 6,79 m auf Rang drei. Daraufhin siegte sie mit derselben Weite bei den Gyulai István Memorial und dann mit 6,77 m bei den Anniversary Games in Gateshead. Bei den Olympischen Sommerspielen in Tokio kam sie mit einer Weite von 6,88 m im Finale auf den fünften Platz.
2022 startete Bech-Romantschuk als eine von wenigen Athleten aus der Ukraine bei den Hallenweltmeisterschaften in Belgrad und gewann dort überraschend mit 14,74 m die Silbermedaille im Dreisprung hinter der Weltrekordlerin Yulimar Rojas aus Venezuela. Zudem gelangte sie im Weitsprung mit Saisonbestleistung von 6,73 m auf den sechsten Platz. Im Mai wurde sie bei der Doha Diamond League mit 14,73 m Zweite im Dreisprung und beim British Grand Prix wurde sie mit 6,66 m Zweite im Weitsprung. Zudem siegte sie anschließend mit 6,85 m bei der Golden Gala Pietro Mennea und wurde bei der Bauhaus-Galan mit 6,76 m Zweite. Im Juli gelangte sie bei den Weltmeisterschaften in Eugene mit 6,82 m im Finale auf Rang acht im Weitsprung und wurde im Dreisprung mit 13,91 m Elfte. Im August verpasste sie bei den Europameisterschaften in München mit 6,76 m als Vierte im Weitsprung knapp eine Medaille, siegte aber mit neuer Bestleistung von 15,02 m im Dreisprung überlegen. Daraufhin wurde sie bei der Athletissima mit 14,31 m Dritte und gelangte bei Weltklasse Zürich mit 14,96 m auf Rang zwei. 
2023 wurde sie beim Meeting International Mohammed VI d’Athlétisme de Rabat mit 14,65 m Zweite im Dreisprung und kurz darauf wurde sie bei der Golden Gala Pietro Mennea mit 6,59 m Dritte im Weitsprung. Bei den Bislett Games gelangte sie im Dreisprung mit 14,75 m auf den dritten Platz. Im Juni brachte sie bei der 1. Liga der Team-Europameisterschaft im Zuge der Europaspiele in Chorzów keinen gültigen Versuch im Weitsprung zustande und wurde im Dreisprung mit 14,58 m Erste und sicherte sich damit ligenübergreifend die Goldmedaille. Anschließend wurde sie mit 14,70 m Zweite beim Memoriał Kamili Skolimowskiej und im August schied sie bei den Weltmeisterschaften in Budapest ohne einen gültigen Versuch in der Weitsprungqualifikation aus. Zudem gewann sie im Dreisprung mit 15,00 m die Silbermedaille hinter der Venezolanerin Yulimar Rojas. Im Jahr darauf wurde sie beim Herculis mit 14,81 m Dritte, ehe sie bei den Olympischen Sommerspielen in Paris mit 13,98 m im Finale auf Rang elf gelangte.
Zwischen 2015 und 2021 wurde Bech-Romantschuk ukrainische Meisterin im Weitsprung im Freien sowie 2015 und von 2017 bis 2019 und 2021 auch in der Halle. Seit ihrer Heirat im September 2018 mit dem ukrainischen Schwimmer Mychajlo Romantschuk startet sie unter dem Doppelnamen Bech-Romantschuk.

## Persönliche Bestleistungen
- Weitsprung: 6,96 m, 8. Februar 2020 in Toruń
- Dreisprung: 15,02 m (+1,9 m/s), 19. August 2022 in München